# Menesia latevittata
Menesia latevittata là một loài bọ cánh cứng trong họ Cerambycidae.